# Discografia de Dimmu Borgir
A discografia de Dimmu Borgir, banda noruega de black metal sinfônico, consiste em nove álbuns de estúdio, cinco EP, uma coletânea e dois DVDs. A banda for formada em 1993 pelo baterista e vocalista Shagrath, os guitarristas Silenoz e Tjodalv, o baixista Brynjard Tristan e o tecladista Stian Aarstad. No ano seguinte, o Dimmu Borgir gravou seu álbum debut, For All Tid, publicado pela gravadora No Colours Records. Dois anos mais tarde surgiu Stormblåst, que lançado via Cacophonous Records. Pouco depois, foram contratados pela gravadora alemã Nuclear Blast.[carece de fontes?] Em 1997 lançaram Enthrone Darkness Triumphant, com um novo baixista, Nagash. O disco tornou-se o primeiro do Dimmu Borgir a entrar nas paradas musicais da Alemanha e Finlândia.  Com a divulgação em 1998 da coletânea Godless Savage Garden, a banda gravaram o álbum Spiritual Black Dimensions com a presença do guitarrista Astennu, o tecladista Mustis e o vocalista ICS Vortex, como músico convidado.
Em 2001, o Dimmu Borgir lançou Puritanical Euphoric Misanthropia. Este foi gravado com novos membros: o guitarrista Galder, que permanece no grupo até hoje,  Nicholas Barker na bateria e Vortex como baixista e vocalista oficial.[carece de fontes?] Dos anos mais tarde saiu à venda Death Cult Armageddon, que alcançou a segunda posição nas paradas norueguesas e  entrou na Billboard 200 estadunidense. Em 2005, Silenoz e Shagrath (os únicos membros originais) decidiram regravar o álbum Stormblast; para isto contaram com a colaboração de Mustis e  o baterista  Hellhammer, que permaneceu na banda até 2007.[carece de fontes?] Depois de quatro anos sem apresentar novas canções, eles gravaram In Sorte Diaboli, que chegou ao topo das paradas da noruega, conseguindo disco de ouro em seu país natal. Em setembro de 2010, foi publicado o oitavo álbum de inéditas da banda, Abrahadabra, que chegou pela primeira vez às paradas do Canadá, Reino Unido, Croácia, Itália e Irlanda. Em 2018 após anos sem um novo álbum é lançado Eonian. 

## Álbuns de estúdio
| 1994                                                                                        | For All Tid Lançamento: 4 de dezembro · Gravadora: No Colours Records · Allmusic                | —   | —   | —  | —  | —  | —  | —  | —  | —  | —  | —   | —  | —  | —   | —           |
| 1996                                                                                        | Stormblåst Lançamento: 24 de janeiro · Gravadora: Cacophonous Records · Allmusic                | —   | —   | —  | —  | —  | —  | —  | —  | —  | —  | —   | —  | —  | —   | —           |
| 1997                                                                                        | Enthrone Darkness Triumphant Lançamento: 3 de junho · Gravadora: Nuclear Blast · Allmusic       | —   | —   | 75 | —  | —  | 26 | —  | —  | —  | —  | —   | —  | —  | —   | —           |
| 1999                                                                                        | Spiritual Black Dimensions Lançamento: 2 de março · Gravadora: Nuclear Blast · Allmusic         | —   | —   | 25 | 31 | 18 | 14 | 44 | —  | —  | —  | 98  | —  | —  | —   | —           |
| 2001                                                                                        | Puritanical Euphoric Misanthropia Lançamento: 20 de março · Gravadora: Nuclear Blast · Allmusic | —   | 192 | 16 | 23 | 16 | 11 | 28 | —  | —  | 66 | 71  | —  | 14 | —   | —           |
| 2003                                                                                        | Death Cult Armageddon Lançamento: 9 de setembro · Gravadora: Nuclear Blast · Allmusic           | 170 | 125 | 12 | 14 | 2  | 9  | 28 | 54 | —  | 35 | 42  | 39 | —  | 289 | —           |
| 2007                                                                                        | In Sorte Diaboli Lançamento: 24 de abril · Gravadora: Nuclear Blast · Allmusic                  | 43  | 43  | 7  | 11 | 1  | 6  | 10 | 30 | 47 | 34 | 37  | 26 | —  | 131 | Ouro 15 000 |
| 2010                                                                                        | Abrahadabra Lançamento: 12 de outubro · Gravadora: Nuclear Blast · Allmusic                     | 42  | 117 | 15 | 20 | 2  | 8  | 17 | 24 | 41 | 43 | 100 | —  | 50 | 282 | —           |
| 2018                                                                                        | Eonian Lançamento: 04 de Maio · Gravadora: Nuclear Blast · Allmusic                             | —   | —   | —  | —  | —  | —  | —  | —  | —  | —  | —   | —  | —  | —   | —           |
| " — " denota que o álbum não obteve certificação de vendas ou que não apareceu nas paradas. |                                                                                                 |     |     |    |    |    |    |    |    |    |    |     |    |    |     |             |

### Álbuns regravados
| Título         | Detalhes                                                                                      | Posição nas paradas | Posição nas paradas | Posição nas paradas | Posição nas paradas | Posição nas paradas | Vendas        |
| Título         | Detalhes                                                                                      | NOR                 | FRA                 | ALE                 | JPN                 | EUA Ind.            | Vendas        |
| -------------- | --------------------------------------------------------------------------------------------- | ------------------- | ------------------- | ------------------- | ------------------- | ------------------- | ------------- |
| Stormblåst MMV | - Lançamento: 11 de novembro de 2005 - Gravadora: Nuclear Blast - Formato: CD, CD+DVD, LP, DL | 24                  | 183                 | 87                  | 300                 | 38                  | - EUA: 3.000+ |

## Coletâneas
| Ano  | Coletânea musical                                                                   | Posições nas paradas | Posições nas paradas | Posições nas paradas | Posições nas paradas |
| Ano  | Coletânea musical                                                                   | Europa               | Europa               | Europa               | Europa               |
| Ano  | Coletânea musical                                                                   | [ 2 ]                | [ 8 ]                | [ 5 ]                | [ 13 ]               |
| ---- | ----------------------------------------------------------------------------------- | -------------------- | -------------------- | -------------------- | -------------------- |
| 1998 | Godless Savage Garden Lançamento: 13 de julho · Gravadora: Nuclear Blast · Allmusic | 56                   | 47                   | 25                   | 98                   |

## EPs e álbuns split
| Ano  | Extended play | Allmusic |
| ---- | --- | -------- |
| 1994 | Inn I Evighetens Mørke Lançamento: 17 de dezembro Gravadora: Necromantic Gallery Productions Formato: 7 polegadas, CD | —        |
| 1996 | Devil's Path Lançamento: 19 de junho Gravadora: Hot Records Formato: CD                                               | —        |
| 2002 | Alive in Torment Lançamento: 26 de fevereiro Gravadora: Nuclear Blast Formato: CD                                     | —        |
| 2002 | World Misanthropy Lançamento: junho Gravadora: Nuclear Blast Formato: CD e 12 polegadas                               | ·        |

| Ano  | Álbum split |
| ---- | --- |
| 1999 | Sons of Satan Gather for Attack Lançamento: 7 de dezembro Gravadora: Hammerheart Records Formato: CD Junto a Old Man's Child |
| 2000 | True Kings of Norway Lançamento: 13 de junho Gravadora: Spikefarm Formato: CD Junto a Emperor, Immortal, Ancient e Arcturus  |

## Singles edemos
| Ano  | Singles                                                                                             |
| ---- | --------------------------------------------------------------------------------------------------- |
| 2003 | "Progenies of the Great Apocalypse" Lançamento: Gravadora: Nuclear Blast Formato: CD                |
| 2004 | "Vredesbyrd" Lançamento: 17 de maio Gravadora: Nuclear Blast Formato: CD                            |
| 2007 | "The Serpentine Offering" Lançamento: 3 de abril Gravadora: Nuclear Blast Formato: CD e 7 polegadas |
| 2010 | "Gateways" Lançamento: 20 de agosto Gravadora: Nuclear Blast Formato: 7 polegadas                   |

| Ano  | Demos                                                                                       |
| ---- | ------------------------------------------------------------------------------------------- |
| 1994 | "Rehearsal January 1994" Lançamento: 17 de janeiro Gravadora: independente Formato: cassete |
| 1994 | "Rehearsal February 1994" Lançamento: fevereiro Gravadora: independente Formato: cassete    |
| 1994 | "Rehearsal August 1994" Lançamento: agosto Gravadora: independente Formato: cassete         |

## Vídeos/DVDs
| 2002                                            | World Misanthropy Lanzamiento: 8 de junho Sello: Nuclear Blast          | — | —  | — | 2 | —  | — | — | — |
| 2008                                            | The Invaluable Darkness Lanzamiento: 10 de outubro Sello: Nuclear Blast | 5 | 69 | 1 | 7 | 28 | 8 | 3 | 9 |
| " — " denota que o álbum não chegou às paradas. |                                                                         |   |    |   |   |    |   |   |   |

## Videoclipes
| Ano  | Título                              | Diretor          |
| ---- | ----------------------------------- | ---------------- |
| 1995 | "Alt Lys er Svunnet Hen"            | Dimmu Borgir     |
| 1997 | "The Mourning Palace"               | Dimmu Borgir     |
| 1997 | "Spellbound (By the Devil)"         | Dimmu Borgir     |
| 1999 | "Arcane Lifeforce Mysteria"         | Dimmu Borgir     |
| 2001 | "Puritania"                         | Dimmu Borgir     |
| 2003 | "Progenies of the Great Apocalypse" | Patric Ullaeus   |
| 2003 | "Vredesbyrd"                        | Patric Ullaeus   |
| 2005 | "Sorgens Kammer – Del II"           | Patric Ullaeus   |
| 2007 | "The Serpentine Offering"           | Patric Ullaeus   |
| 2007 | "The Sacrilegious Scorn"            | Joachim Luetke   |
| 2008 | "The Chosen Legacy"                 | Tod Junker       |
| 2010 | "Gateways"                          | Sandra Marschner |
| 2011 | "Dimmu Borgir"                      | Sandra Marschner |